# Eredi Brancusi
Eredi Brancusi è un gruppo italiano di artisti attivo dal 1992.
Il lavoro degli Eredi Brancusi si è sviluppato nel tempo partendo dal tema della storia e della memoria portando in primo piano il concetto di autenticità dell'opera e del rapporto con la storia dell'arte, giocando col verosimile, visto come collante tra reale e immaginario, e «recuperando con la memoria le avanguardie, rielaborandole con il principio della sottrazione».
Uno dei metodi di lavoro degli Eredi Brancusi consiste nell'utilizzare i resti, gli scarti, le scorie di lavorazione degli artisti di questo secolo: non la stessa opera d'arte quindi, ma quello che l'artista ha scartato.
«Residui senza valore, beninteso. Resti, scarti, scorie di lavorazione. Come chi, dell'Infinito, recitasse non i quindici limpidi endecasillabi depositati infine dal poeta, ma la ridda di sillabe e parole appuntate e cancellate, pensate e poi dimenticate distillando il testo definitivo. Lasciti di grandissimi, però, asseriscono senza che nessuno si prenda la briga di smentire, meno che mai i critici».
Gli Eredi Brancusi raccolgono storie e vi intervengono, le smontano e rimontano, mischiando verità e finzione; le ricostruiscono e poi le espongono. Giocano nel mondo e nei modi dell'arte.

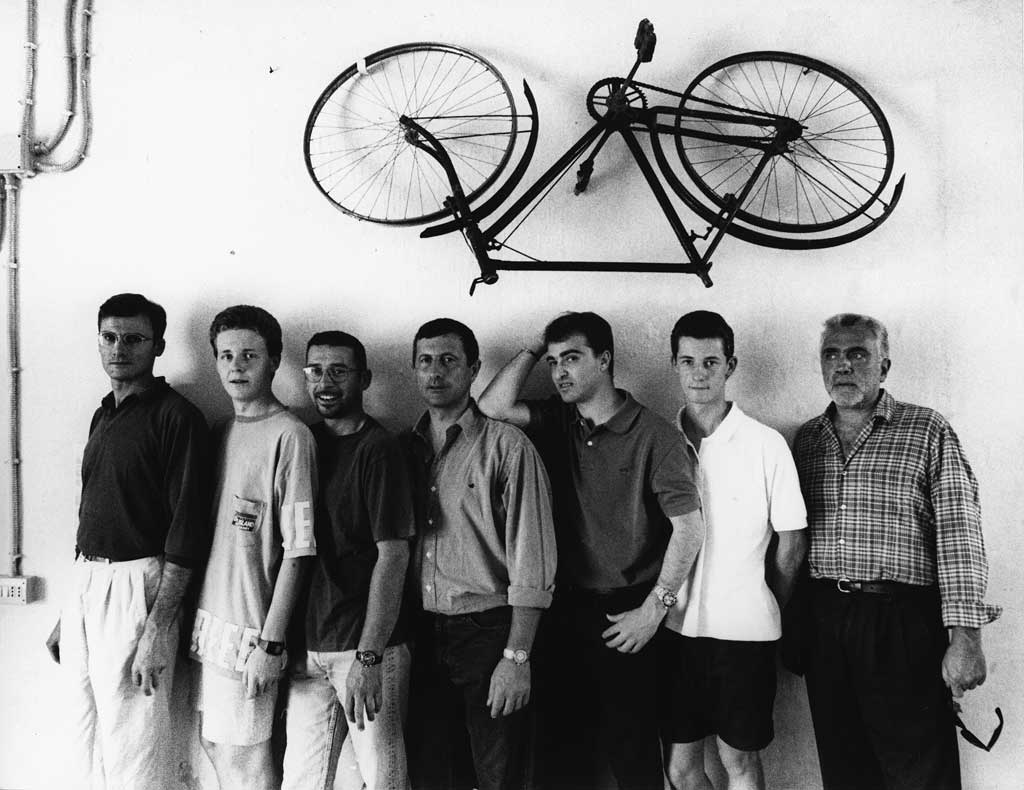
Eredi Brancusi - Cherasco, 1995.
Da sinistra: Massimo Ruffinengo, Paolo "Poti" Marengo, Fulvio Germanetto, Danilo Seliak, Gianluca Canè, Paolo Taricco e Franco Ferrero.

## Lasciti
La prima mostra personale degli Eredi Brancusi risale al 1995 ed era composta dai materiali di scarto di opere di grandi maestri del '900: Constantin Brâncuși, Marcel Duchamp, Henri Matisse, Hans Arp, Alexander Calder, Piero Manzoni, Pinot Gallizio, Man Ray, Pino Pascali, Pablo Picasso e Alberto Burri.
Il Lascito Brancusi, ad esempio, è composto da 32 cunei di legno che sono la parte scartata, tolta, segata via da una delle colonne senza fine di Constantin Brancusi.

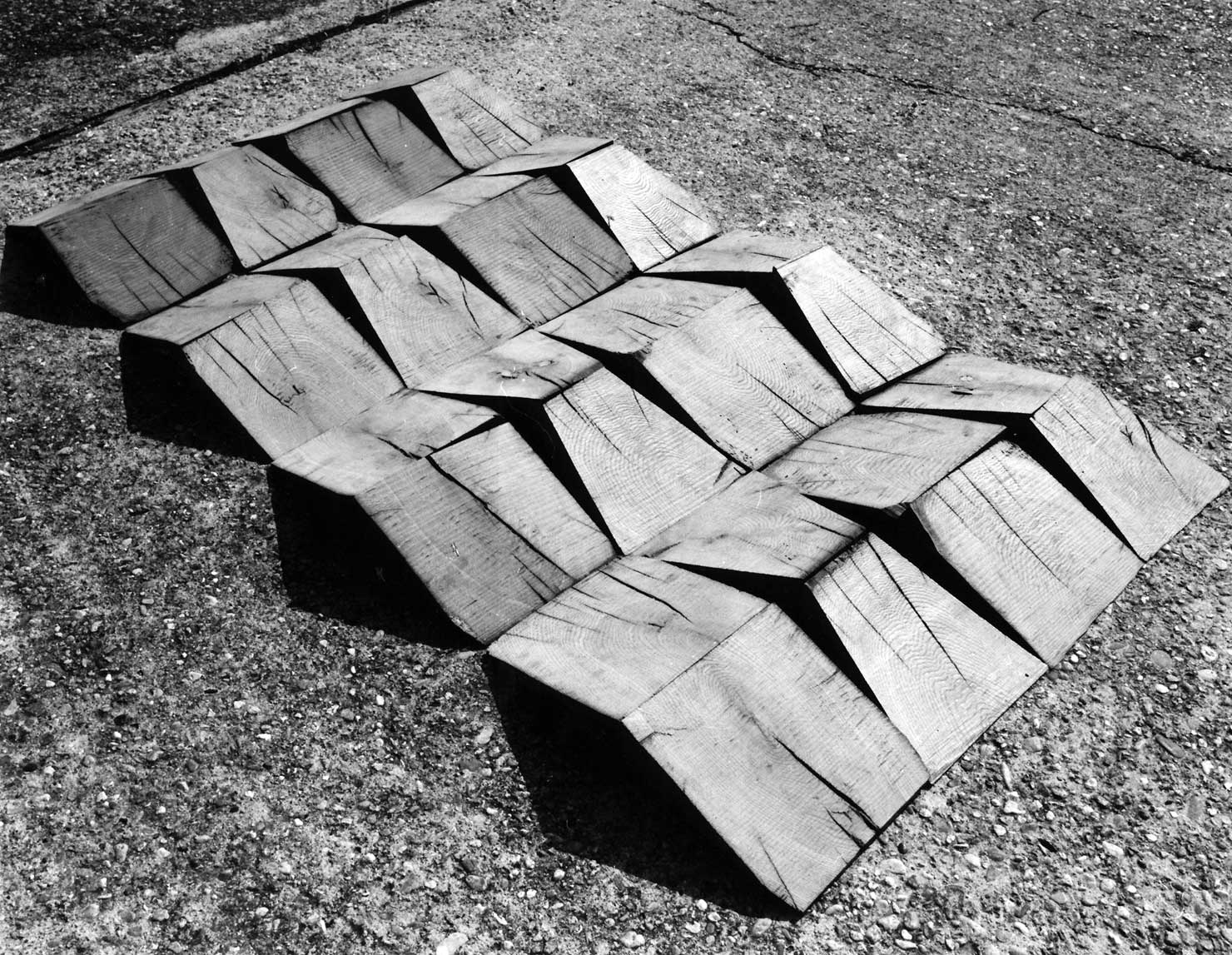
Lascito Brancusi
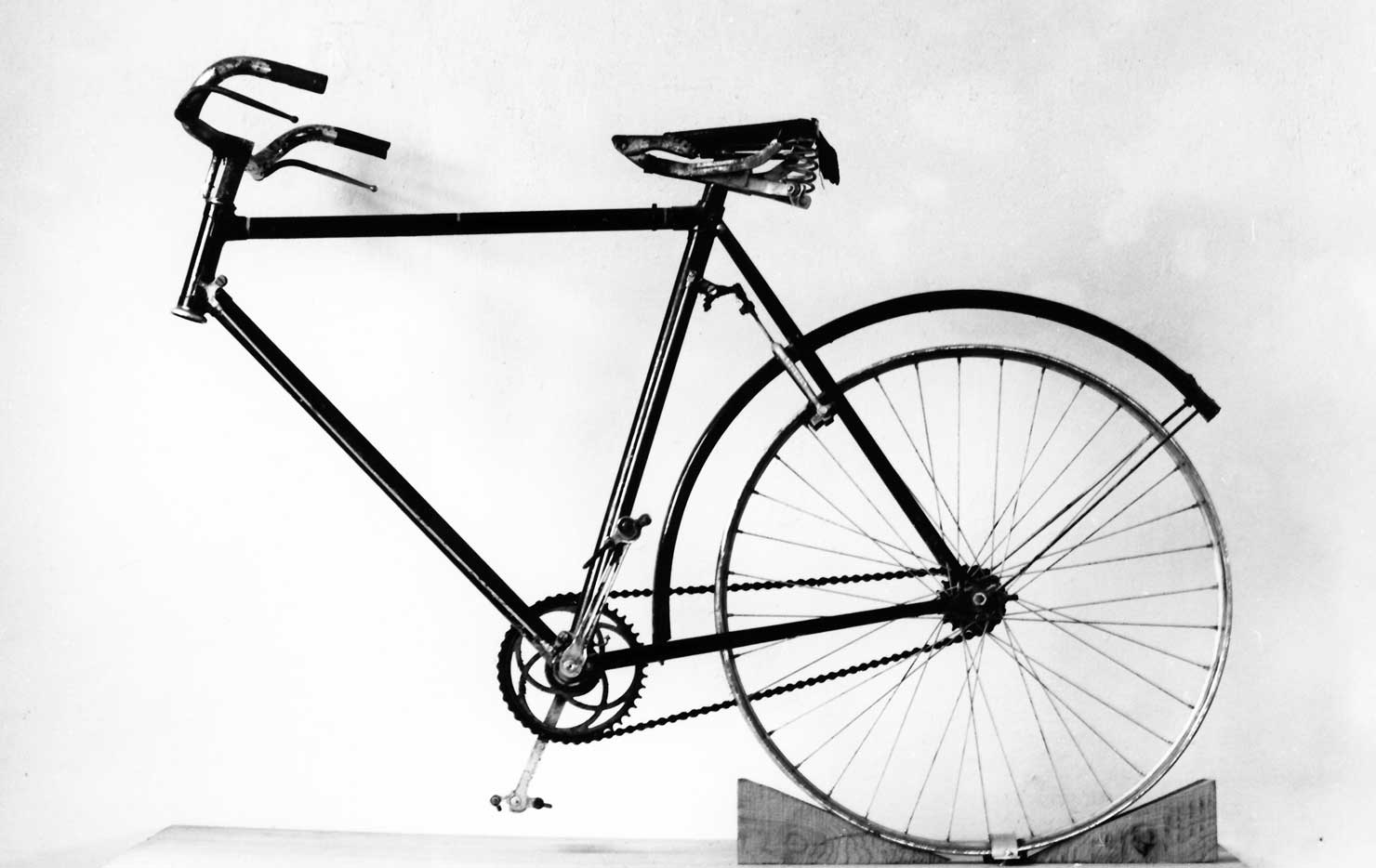
Lascito Duchamp
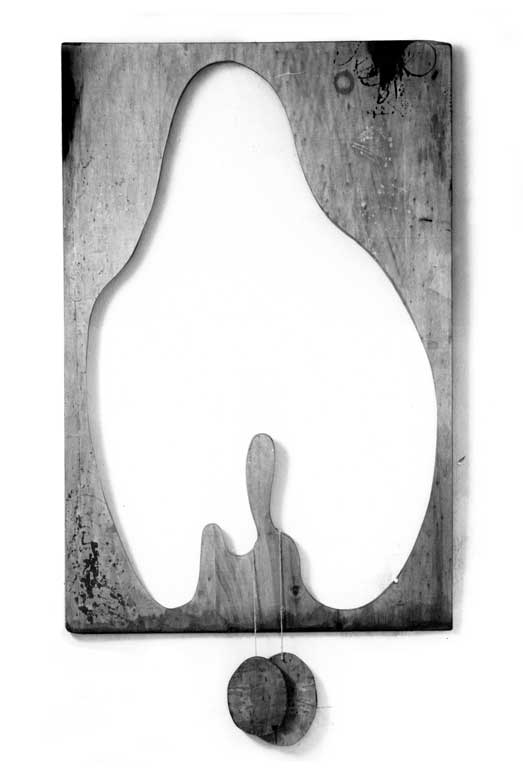
Lascito Arp
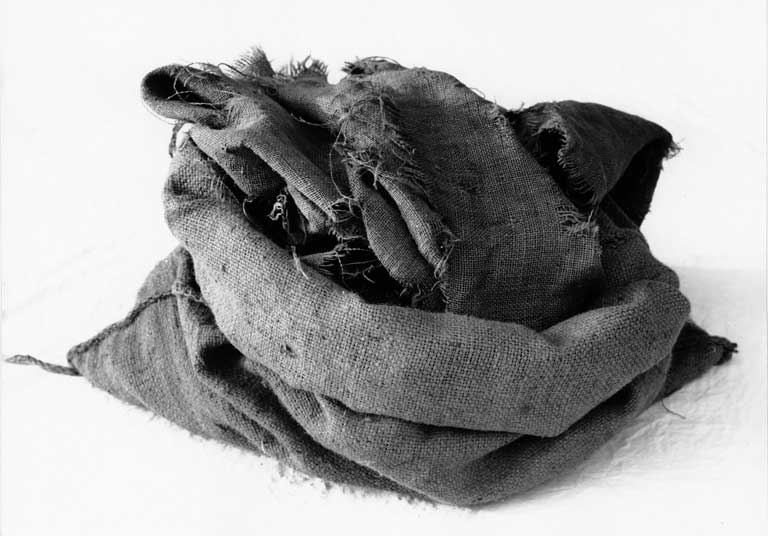
Lascito Burri
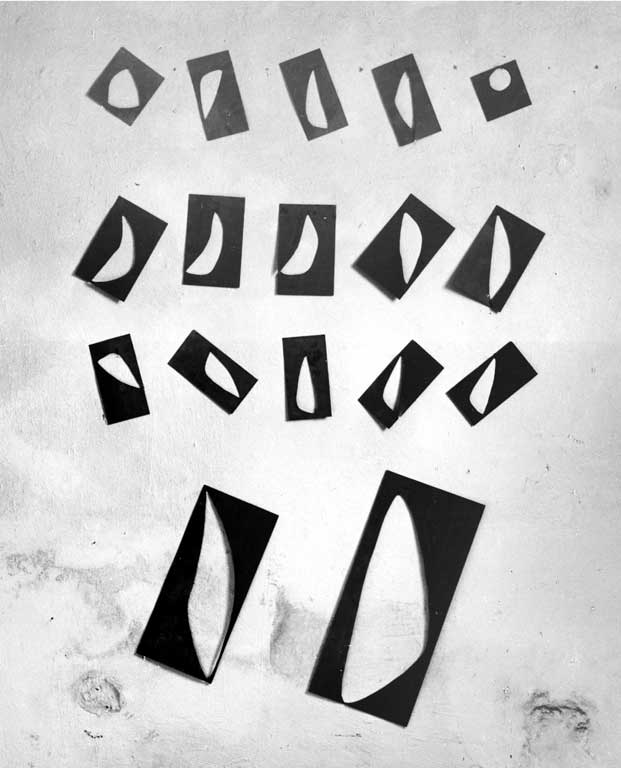
Lascito Calder
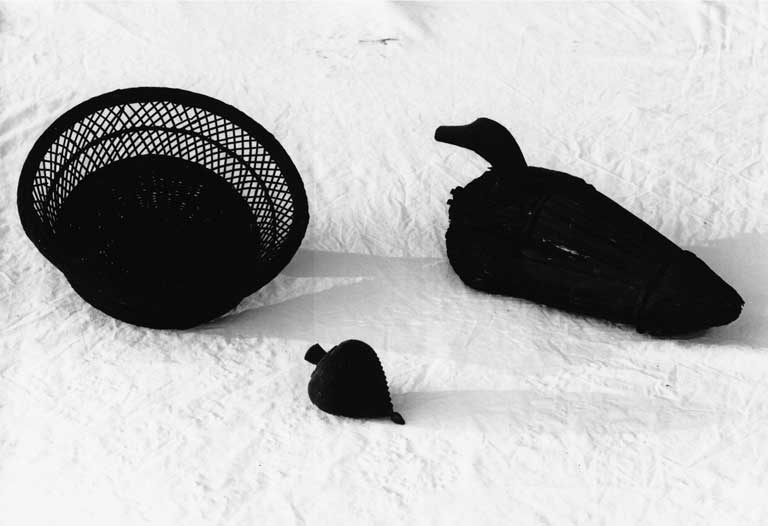
Lascito Gallizio
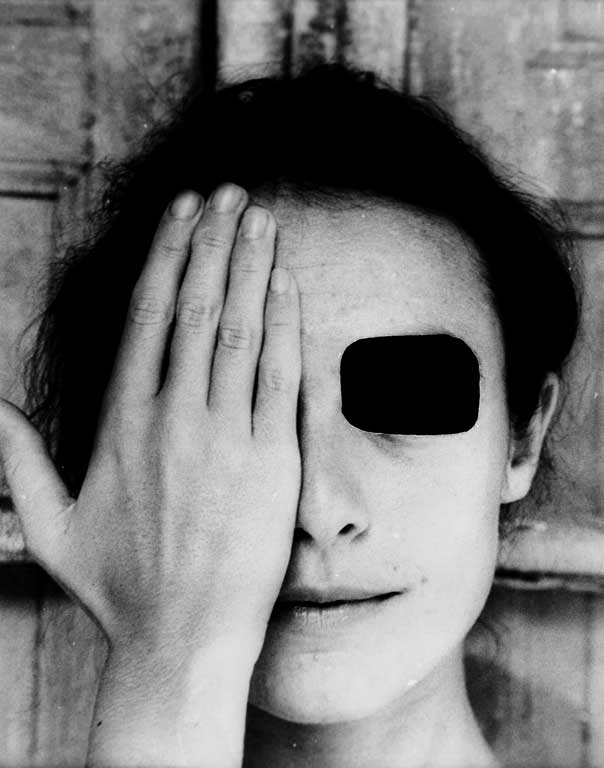
Lascito Man Ray
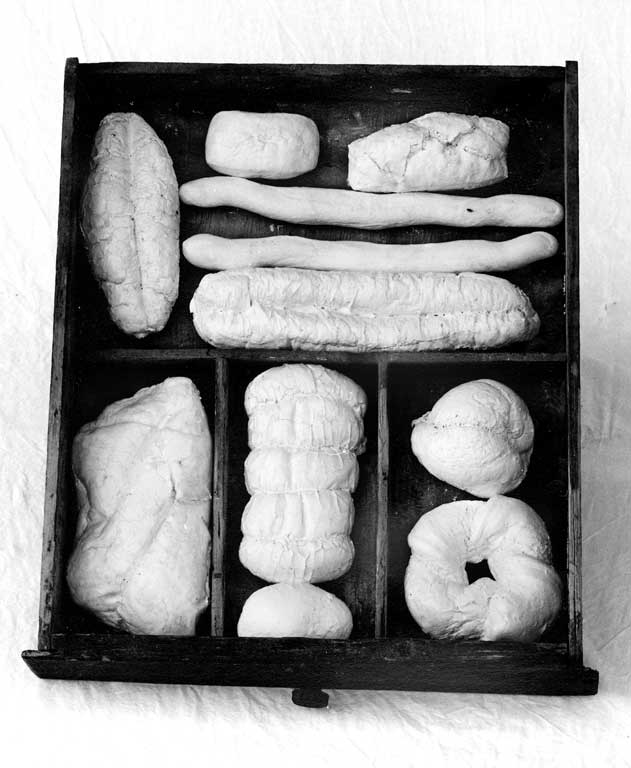
Lascito Manzoni
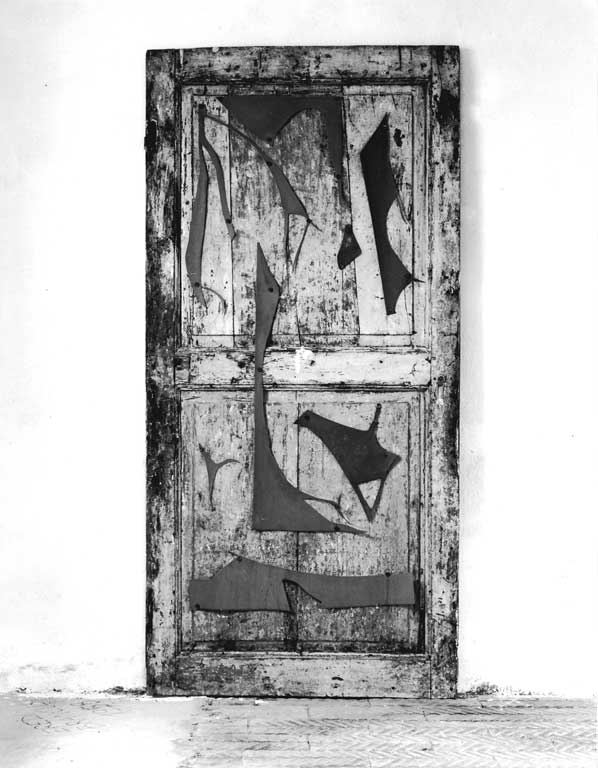
Lascito Matisse
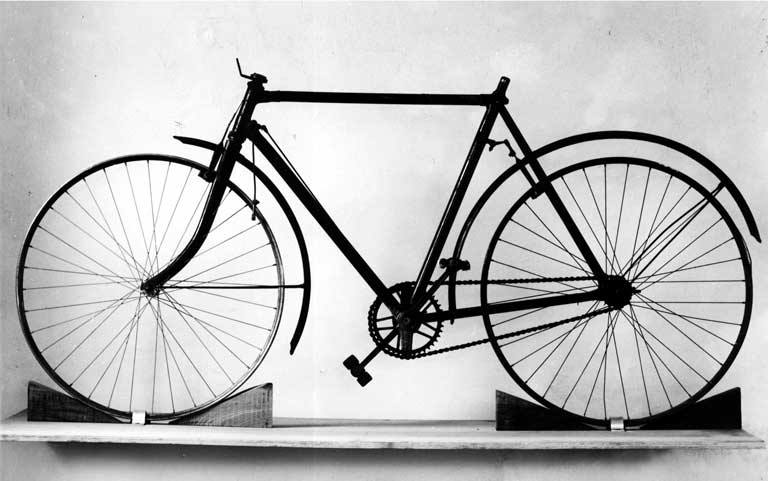
Lascito Picasso

Il Lascito Duchamp è una bicicletta a cui manca la ruota anteriore, usata da Marcel Duchamp per realizzare la sua  Ruota di bicicletta (archiviato dall'url originale il 20 maggio 2010), e così via
Gli Eredi Brancusi hanno realizzato anche altri "Lasciti" che non si riferiscono al mondo dell'arte, ma che, esponendo in galleria una documentazione molto varia (fotografie, oggetti, documenti), raccontano la storia e la vita di persone comuni (i Lasciti Carrucci, Bazzi e Stegemann).

### Lascito collezione Carrucci
Il lascito è composto da una serie di materiali che testimoniano la storia della collezione di Vittorio Carrucci. L'operazione, oltre a documentare la collezione, ricostruisce il suo passaggio nella raccolta degli Eredi Brancusi.
Nel dicembre 1995 Giuliana Spini, courtier milanese, muore e lascia agli Eredi Brancusi tele e documenti appartenuti al collezionista mantovano Vittorio Carrucci, del quale aveva seguito tutto il percorso di ricerca. Persi i contatti con lui, che nel 1971 a seguito di un incidente automobilistico resta cieco, Giuliana Spini nel 1989 si scopre designata come sua unica erede.
Gli Eredi Brancusi hanno scelto di mostrare una serie di fotografie riguardanti la vita privata del collezionista, insieme ad alcuni articoli ed interviste pubblicati su periodici dell'epoca, unitamente alla lettera autografa della Spini ed alle numerose tele raccolte in un'unica grande parete in modo da riproporre l'omogeneità e la purezza delle scelte di Vittorio Carrucci, insieme alla sensazione di una tragedia consumata fino in fondo.

### Lascito Bazzi
Si tratta di una selezione di fotografie ed oggetti appartenuti ad Antonio Bazzi, professore di matematica, nato a Rivarolo Canavese (To) nel 1921 e vissuto fino al 1987 ad Ivrea. L'installazione include anche una copia della lettera autografa scritta da Lucia Berti, governante di casa Bazzi, agli Eredi Brancusi.

### Lascito Stegemann
Il lascito raccoglie una serie di materiali riguardanti la vicenda biografica di Else Magdalene Stegemann.
Maestra elementare e poetessa tedesca, durante la primavera del 1945 è a Berlino negli ultimi giorni di guerra. La città sta capitolando, schiacciata nella tenaglia russa ed americana nell'apocalisse del III Reich. Else è alla ricerca di notizie del suo primogenito, disperso.
Vagando per la città, Else, si imbatte in un luogo che passerà tristemente alla storia, non solo politica e militare, ma civile e culturale del nostro secolo. Nella notte tra il 5 ed il 6 maggio 1945 infatti prende fuoco, per cause che restano ignote, la Flakturm di Friedrichshain, occupata dai russi fin dal giorno 2, nella quale erano conservate centinaia di opere provenienti dai musei berlinesi.
Quadri, sculture, oggetti di arredo di incommensurabile valore sono distrutte dalle fiamme.
L'operazione degli Eredi Brancusi mostra, oltre alle fotografie, alle note biografiche, agli estratti del diario di Else, alle teche contenenti numerosi frammenti carbonizzati da lei raccolti dopo il rogo delle Flakturm, le riproduzioni in bianco e nero delle opere andate perdute.

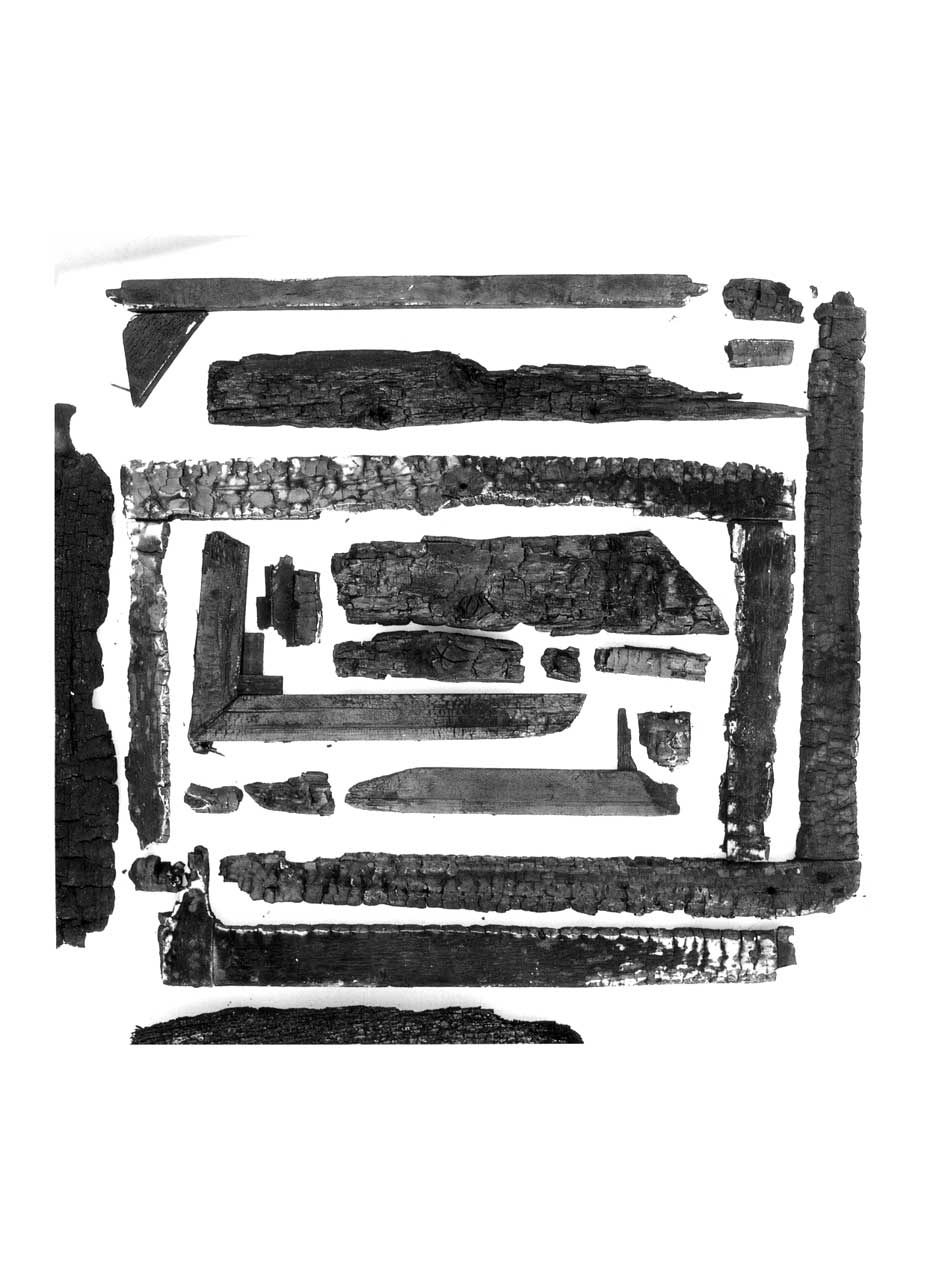
Lascito Else Magdalene Stegemann, particolare, 1998

### Lascito Perec
Dal Preambolo de La vita, istruzioni per l'uso  di Georges Perec :
«si può guardare il pezzo di un puzzle per tre giorni di seguito credendo di sapere tutto della sua configurazione e del suo colore, senza aver fatto il minimo passo avanti: conta solo la possibilità di collegare quel pezzo ad altri pezzi e in questo senso l'arte del puzzle e l'arte del Go hanno qualcosa in comune; solo i pezzi ricomposti assumeranno un carattere leggibile, acquisteranno un senso».

Il Lascito Perec è un puzzle formato da un numero variabile di tessere specchianti che possono essere composte su qualunque porzione di territorio (prati, case, ecc.) e che continuano a suggerire l'impossibilità del completamento dell'opera.

## Scomparse

### Il bosco
A partire dal 1999, gli Eredi Brancusi dedicano un territorio boschivo alla commemorazione di personaggi romanzeschi morti nel racconto e a personaggi storici senza tomba. 
«Si tratta di un vero e proprio bosco, di 60.000 m2, interamente destinato ad accogliere lapidi commemorative di personaggi nati dalla fantasia di scrittori, e magari morti nel corso dello svolgimento dei racconti che narrano le loro avventure, ma mai realmente esistiti. Passeggiando per questo Bosco si incontra, ad esempio, la lapide della protagonista del celeberrimo romanzo di Lev Tolstoj, Anna Karenina, condotta inesorabilmente verso un destino tragico [...] o la lapide dedicata a Dorian Gray, anch'egli morto suicida dopo aver passato la vita coltivando il mito della bellezza fino al punto di venire a patti col diavolo, personaggio nato dalla fantasia e dalla penna di Oscar Wilde. Nello stesso bosco si trova anche la lapide di Marinella, la sfortunata fanciulla cantata da Fabrizio De André[...] e quella di Obi-Wan Kenobi, eroe del film Guerre stellari[...] E, ancora, la lapide del bandito Butch Cassidy, interpretato da Paul Newman, che alla fine del film muore sotto il fuoco dei tutori della legge, insieme all'amico Sundance Kid, interpretato da Robert Redford.
Lo stesso Bosco è dedicato anche all'accoglienza delle lapidi di personaggi storici che non hanno in alcun luogo una tomba per la loro commemorazione».

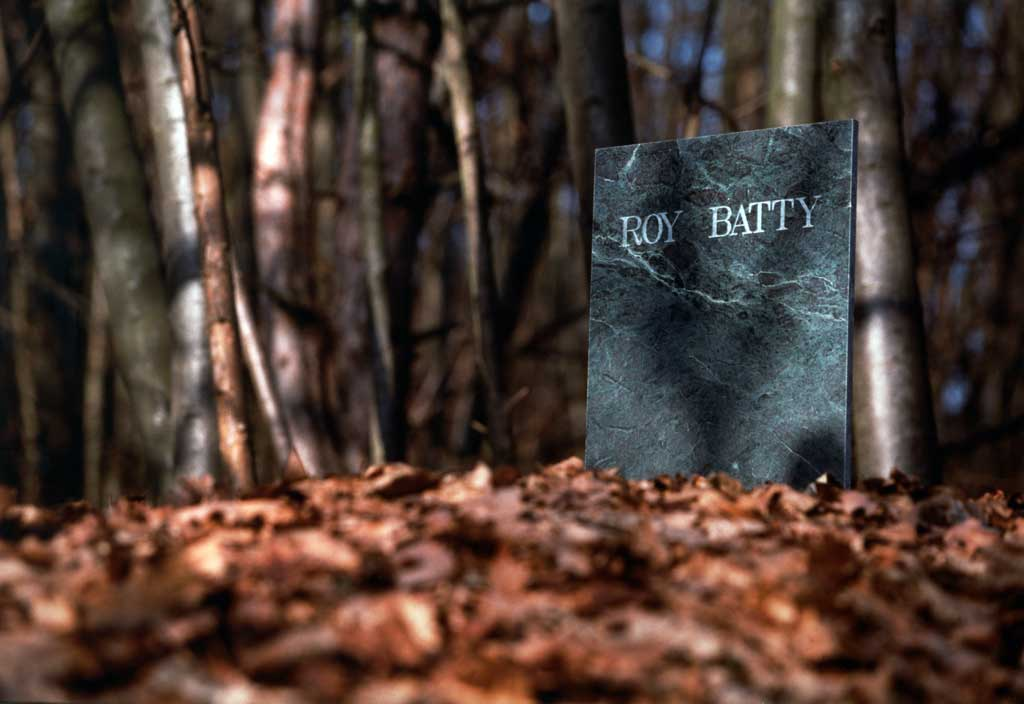
Bosco, lapide di Roy Batty, 1999
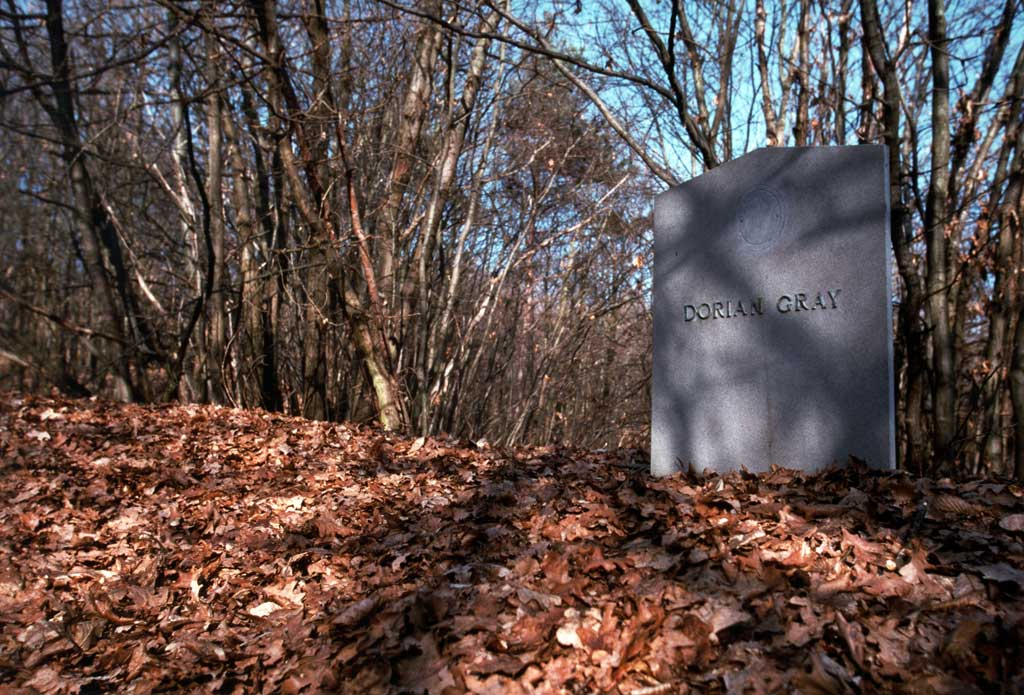
Bosco, lapide di Dorian Gray, 1999
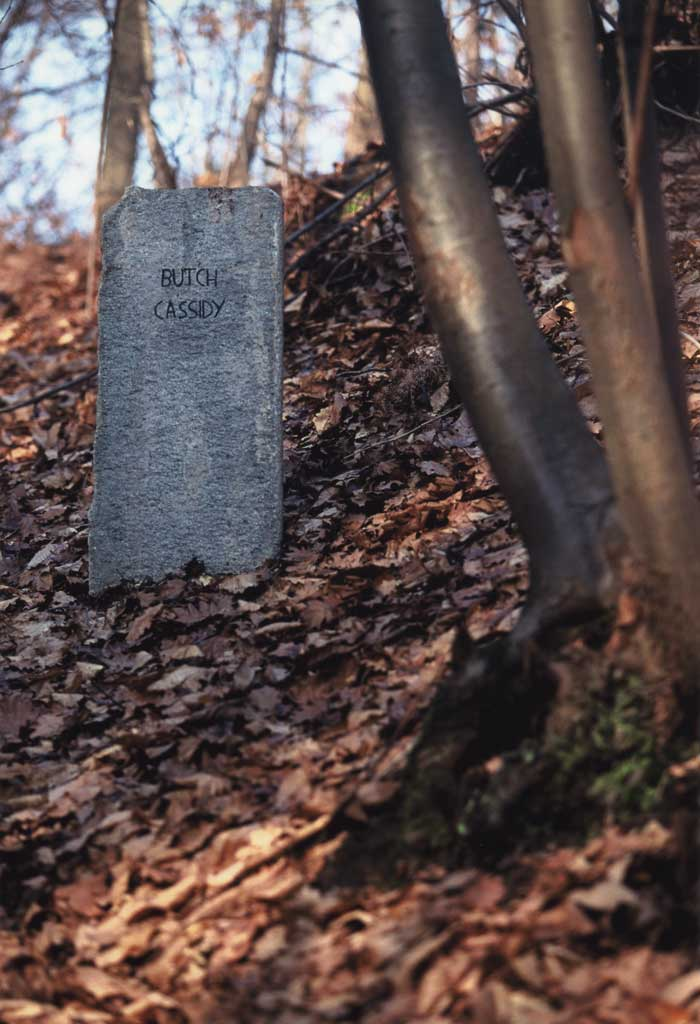
Bosco, lapide di Butch Cassidy, 1999
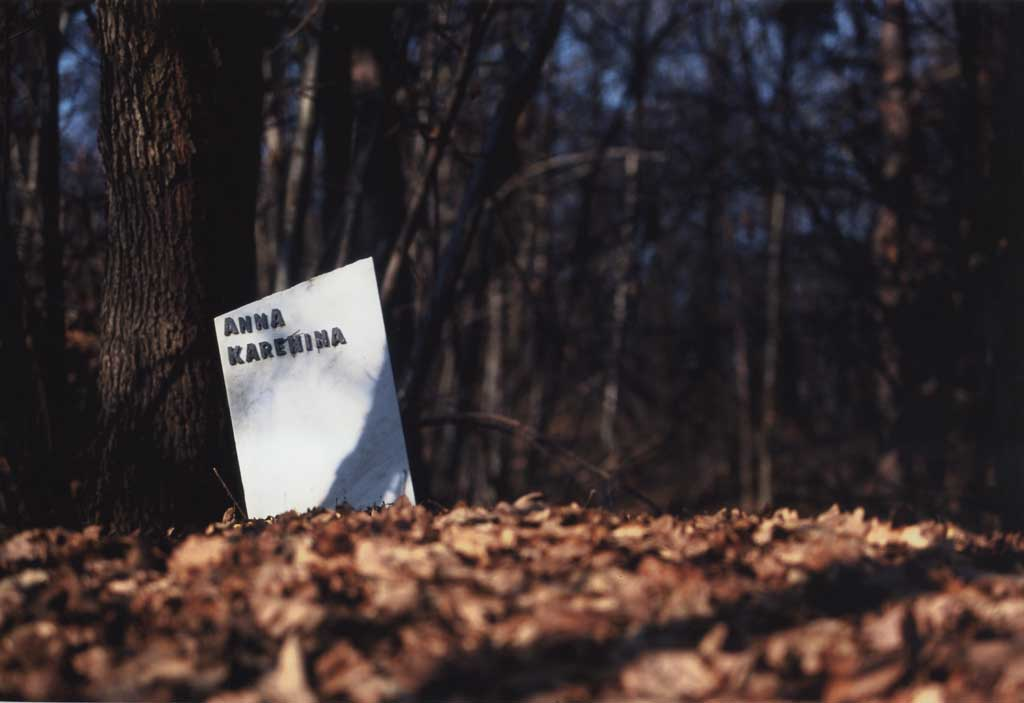
Bosco, lapide di Anna Karenina, 1999

### Installazione
L'idea è stata in seguito portata in galleria (Galleria Luigi Franco, Scomparse - 2000) usando il vetro come materiale per le lapidi.

«La trasparenza del materiale è la chiave di accesso che ci riammette al regno dei fantasmi [...]. La struttura narrativa delle fonti a cui appartenevano i personaggi, è disarticolata e tale destrutturazione del testo ora mette in risalto il ruolo del morituro, ora dispone sotto i riflettori quello che rimane senza di lui/lei.» In una zona diversa, protetti da teche trasparenti, sono in esposizione una serie di volumi, stampati in copertina rigida, che riproducono in tutto e per tutto le edizioni originali dei romanzi, ma in questa edizione tutto il "parlato" del personaggio è scomparso, sostituito da spazi bianchi «e un video nato dall'eliminazione in Blade Runner, di tutti i fotogrammi in cui è presente Roy Batty. Accade così che nella celebre sequenza finale Harrison Ford si aggiri in uno scenario apocalittico scappando e interagendo con una sorta di fantasma».

## Esposizioni ed eventi

### Mostre personali
| Anno | mese     | Mostra/Galleria           | Luogo                    | Titolo opera                | Curatore                 |
| ---- | -------- | ------------------------- | ------------------------ | --------------------------- | ------------------------ |
| 1994 | febbraio | Cascina Corso             | Cherasco (CN)            | Il giornale infinito        | -                        |
| 1994 | maggio   | Transit                   | Bergamo                  | Il giornale infinito        | Alessandra Galletta      |
| 1994 | maggio   | Cascina Corso             | Cherasco (CN)            | Les Demoiselles d'Avignon   | -                        |
| 1995 | novembre | Galleria in San Filippo   | Torino                   | Lasciti                     | Marisa Vescovo           |
| 1997 | febbraio | ViaFarini                 | Milano                   | Lascito collezione Carrucci | Alessandra Galletta      |
| 1997 | maggio   | Cascina Corso             | Cherasco (CN)            | Baudrillard                 | -                        |
| 1997 | luglio   | La Casa dell'Arte         | Rosignano Marittimo (LI) | Lascito Antonio Bazzi       | B. Sullo                 |
| 1998 | gennaio  | Fuori luogo - L.F.A.C     | Torino                   | Critici esposti             | Giorgina Bertolino       |
| 1998 | aprile   | Galleria Placentia Arte   | Piacenza                 | Lascito Stegeman            | Lino Baldini             |
| 1998 | giugno   | Ciocca Arte Contemporanea | Milano                   | Fondazione                  | A. Galasso               |
| 1999 | aprile   | Terreno boschivo          | Pocapaglia (CN)          | Scomparse, Bosco            | -                        |
| 2000 | novembre | L.F.A.C                   | Torino                   | Scomparse                   | E. De Cecco, G.Bertolino |
| 2001 | ottobre  | galleria Il Graffio       | Bologna                  | Scomparse                   | -                        |
| 2003 | febbraio | Galleria Placentia Arte   | Piacenza                 | Zona Blu                    | Lino Baldini             |

### Mostre collettive
| Anno | mese      | Mostra/Galleria                                                     | Luogo                                      | Titolo opera                                                 | Curatore                          |
| ---- | --------- | ------------------------------------------------------------------- | ------------------------------------------ | ------------------------------------------------------------ | --------------------------------- |
| 1993 | giugno    | Hors d'oeuvre                                                       | Cuneo                                      | Schizomorfismi ereditari                                     | Roberto Baravalle                 |
| 1993 | agosto    | Ai confini dell'Impero                                              | Cuneo                                      | Altre fiere a Cuneo                                          | Roberto Baravalle                 |
| 1994 | aprile    | Mala Arti visive Galleria degli artisti                             | Torino (mostra itinerante)                 | Quaderni                                                     | Vari                              |
| 1994 | maggio    | Transepoca-L'invasione degli ultrapiccoli                           | Milano                                     | Il desiderio di essere un uomo                               | Alessandra Galletta               |
| 1995 | ottobre   | Outnet Animazione in Metrò                                          | Stazione Sondrio-Milano                    | Performance                                                  | Alessandra Galletta               |
| 1995 | novembre  | Care Of - LAB.10.1                                                  | Cusano Milanino (MI)                       | Dalla biblioteca dettagliata degli Eredi: Enciclopedia A-CAS | R. Daolio                         |
| 1996 | aprile    | Time Code                                                           | Milano                                     | Lascito Perec                                                | Alessandra Galletta               |
| 1996 | giugno    | Mostra scambio itinerante                                           | Tirana, Bucarest, Praga                    | Lascito Matisse                                              | Marisa Vescovo                    |
| 1996 | giugno    | I mostri all'attacco-Il Castello del Drago                          | Verzuolo (CN)                              | Lascito Perec                                                | -                                 |
| 1996 | luglio    | La fornace dell'arte                                                | Alessandria                                | Lascito Perec                                                | Marisa Vescovo                    |
| 1996 | settembre | Orario continuato                                                   | Peccioli (PI)                              | Lascito Perec                                                | Alessandra Galasso                |
| 1996 | settembre | Paraxo 96                                                           | Andora (SV)                                | Lascito Perec                                                | Marisa Vescovo                    |
| 1996 | settembre | XII Esp. Nazionale Quadriennale d'Arte                              | Roma                                       | Lascito Stegemann                                            | -                                 |
| 1997 | febbraio  | L'arte in Pentola-Paci & Partner                                    | Milano                                     | Lascito Lescaut                                              | -                                 |
| 1997 | maggio    | Arte per tutti-Palazzo Soave                                        | Codogno (Lodi)                             | Lasciti                                                      | L. Parmesani                      |
| 1997 | luglio    | Aperto Italia 97-Trevi Flash Art Museum                             | Trevi (Perugia)                            | Fondazione e Terra                                           | -                                 |
| 1997 | settembre | Arte smarrita-Stazione Centrale                                     | Milano                                     | Lascito Giuseppina Brezza                                    | -                                 |
| 1997 | novembre  | Quale dannazione? diritto o rovescio-Ex chiesa di San Francesco     | Como                                       | Senza Titolo                                                 | Giorgio Zanchetti                 |
| 1997 | dicembre  | Visual Rave                                                         | Via Pace 10, Milano                        | En Attendent Cattelan                                        | A. d'Avossa                       |
| 1998 | settembre | Eccentrica-Rocca Sforzesca                                          | Imola                                      | Fondazione                                                   | M. Manara, G. Gianuizzi           |
| 1999 | giugno    | La Casa-Galleria Mauro Nicoletti                                    | Roma                                       | Bidavid                                                      | Alessandra Galletta               |
| 1999 | ottobre   | Omaggi Oltraggi-Ciocca Arte Contemporanea                           | Milano                                     | Lascito Manzoni, Lascito Man Ray                             | -                                 |
| 2000 |           | Vedere voci - L.F.A.C                                               | Torino                                     | Senza Titolo                                                 | Giorgina Bertolino                |
| 2000 | settembre | Le ombre della memoria-En Plein Air                                 | Pinerolo                                   | Lascito Matisse                                              | -                                 |
| 2001 | aprile    | Le tribù dell'arte-Galleria comunale d'Arte Moderna e Contemporanea | Roma                                       | Scomparse                                                    | Achille Bonito Oliva, A. Galletta |
| 2002 | maggio    | Last Minute-Palazzo Soave                                           | Codogno (Lodi)                             | Entropia                                                     | Lara Facco e Lino Baldini         |
| 2002 | giugno    | Scultura Internazionale a La Mandria                                | Venaria Reale Parco de La Mandria (Torino) | Pietra n°6                                                   | Victor De Circasia                |
| 2003 | maggio    | Cover Theory - L.E.A.P.                                             | Piacenza                                   | Lascito Brancusi, Blade Runner                               | Marco Senaldi                     |
| 2003 | giugno    | Praguebiennale 1                                                    | Praga                                      | L'illusione della sicurezza                                  | Lino Baldini                      |
| 2014 | giugno    | Le Camere Oscure                                                    | Cuneo                                      | Cenotafio di Dart Fener, Blade Runner                        | Enzo Biffi Gentili                |

### Altri eventi
| Anno | mese     | Mostra/Galleria                                           | Luogo   | Evento                                              | Curatore             |
| ---- | -------- | --------------------------------------------------------- | ------- | --------------------------------------------------- | -------------------- |
| 1996 | ottobre  | Galleria della Fondazione Bevilacqua La Masa              | Venezia | Portami a casa (workshop)                           | Chiara Bertola       |
| 1998 | maggio   | Il Caffè dell'Arte                                        | Torino  | Duchamp dopo Duchamp                                | Achille Bonito Oliva |
| 1998 | novembre | Invito al Contemporaneo-Fondazione Querini Stampaglia     | Venezia | Intervento/dibattito con introduzione di A.Galletta | Chiara Bertola       |
| 2019 | gennaio  | The Gentle Art of FAKE - Accademia di Belle Arti di Brera | Milano  | Intervento/dibattito con Elisabetta Longari         | Elisabetta Longari   |